# Whyteleafe
Whyteleafe is een civil parish in het bestuurlijke gebied Tandridge, in het Engelse graafschap Surrey met 3900 inwoners.